# Cvijet 1001 noći (1974.)
Cvijet 1001 noći (tal. Il fiore delle mille e una notte) je talijanska pustolovno fantastična epizodična drama iz 1974. koju je režirao Pier Paolo Pasolini, a kojemu je to 15. film. Film je snimljen po arapskim bajkama 1001 noć: za film je odabrano 6 priča koje slave mladost i užitak u životu.

## Radnja
Srednji vijek. U nekoj arapskoj zemlji siromašni Nur Er Din na tržnici kupuje crnoputu ropkinju Zumurrud koja je mu je za to posudila novac. Oni se zaljube i provedu par ljubavnih noći zajedno. No tada Zumurrud biva oteta od nekog kršćanina koji ju sveže za stub, ali se ona oslobodi. Slučajno zaluta u neko kraljevstvo gdje biva okrunjena kao kralj. Nur Er Din ju nakon dugo vremena pronađe i ona ga sretno zagrli...Neki stariji muškarac u Africi voli ljubiti muškarce i filozofirati... Ženskar Aziz napušta zaručnicu te ju vara s puno ljubavnica, pa mu žene iz osvete iščupaju penis...Neki čovjek u nekoj podzemnoj pečini otkrije ženu koju neki demon drži zarobljenom. Oni postane intiman s njom te ju odluči osloboditi. No, demon ga pretvori u majmuna i premjesti u Nepal. Ipak, kasnije se opet pretvori u čovjeka...Moreplovac Yunan na nekom otoku sretne dječaka s kojim se sprijatelji. No u snu ga slučajno ubije.

## Glume
- Franco Merli - Nur Er Din
- Ninetto Davioli - Aziz
- Ines Pellegrini - Zumurrud
- Francesco Paolo Governale - Princ Tagi
- Salvatore Sapienza - Princ Yunan

## Nagrade
- Nominacija za Zlatnu palmu u Cannesu (osvojen grand prix žirija).

## Zanimljivosti
- Filmske lokacije na kojima je film sniman su bile smiještene u raznim državama: Indija, Iran, Jemen, Etiopija i Jemen.
- Ovo je treći i zadnji film iz Pasolinijeva „triologije života“. Prvi je bio "Dekameron" a drugi "Canterburyske priče".

## Kritike
Kritičar Leo Goldsmith je napisao: "Cvijet 1001 noći" je posljednji film u triologiji života a koji dalje razvija Pasolinijevo razmišljanje o odnosu idealiziranog i ispričanog svijeta srednjeg vijeka. Ovo je širok opseg Bliskog istoka, od sjeverne Afrike pa sve do Nepala, predstavljenim sa znatiželjnim spojem etnografskog detalja i orijentalne egzotike; srednjovjekovne ruševine, pustinjski krajolici, maštoviti kostimi i glazba...U uvodu piše: "Istina se ne može naći u jednom snu, nego u više njih", a priče u ovom filmu se doimaju poput beskrajnog kolektivnog sna jedne kulture. Ako je "Cvijet 1001 noći" najšareniji i estetski najljepši film triologije, onda je ujedno i najslobodniji što se tiče narativne strukture po svojem izvornom materijalu. Po svojoj ljepoti boja i lokacija, to je poput Paradžanova filma "Sajat Nova" ili Scorseseova "Kunduna", apstraktan s baroknim prizorima i neuhvatljivim smislom za mjesto i vrijeme".
Jeremy Heilman je zaključio: "Mnoge priče su seksualno nabijene, a većina njih predstavlja likove koji se okreču spolnom odnosu tako spontano, i gotovo jednako grafički, kao da su u nekom pornografskom filmu. Međutim, za razliku od pornografskih filmova, Pasolini predstavlja svoje scene spolnog odnosa s dozom potpune iskrenosti, tako da se nikada ne doimaju eksploativnim ili neugodnim. Kombinacija ovakve spolne otvorenosti i priča s temama koje se čine djetinjasto nevinima stvaraju veseli medij u kojem se spolni odnos doima nedužniji nego što je, a ove "dječje priče" su odjednom vrijedne odraslog razmatranja. Pasolinijev "Cvijet 1001 noći" većinom uspijeva jer nikada ne pretpostavlja da su spolnost ili iluzija nešto što je niže vrijednosti".

## Vanjske poveznice
- Cvijet 1001 noći u internetskoj bazi filmova IMDb-a
- Recenzije na Rottentomatoes.com
- Pasolinijeva triologija života